# Liberty Seguros Continental
Liberty Seguros war eine portugiesische Radsportmannschaft.
1996 wurde die Mannschaft unter dem Namen L.A. Aluminios-Pecol gegründet. Seit 2005 nimmt das Team dank einer Zusammenarbeit mit Liberty Seguros an den UCI Continental Circuits als Continental Team teil. Der Olympiazweite von Athen 2004 Sérgio Paulinho und Nuno Ribeiro wechselten zum Liberty Seguros Team. Bei der Portugal-Rundfahrt 2005 gewann Cândido Barbosa drei Etappen und wurde Zweiter in der Gesamtwertung.
Seit 2007 fuhr die Mannschaft nur noch unter dem Namen Liberty Seguros, nachdem das Versicherungsunternehmen im Sommer 2006 bei dem ProTeam ausgestiegen war. Im September 2009 wurde bekannt, dass die Fahrer Héctor Guerra, Isidro Nozal und Nuño Ribeiro, Gewinner der Portugal-Rundfahrt, bei Trainingskontrollen am 3. August positiv auf das Dopingmittel CERA waren. Daraufhin zog sich Liberty Seguros mit sofortiger Wirkung als Hauptsponsor zurück.

## Saison 2009

### Erfolge in den Continental Circuits
| Datum         | Rennen                                                     | Kat. | Sieger                 |
| 17. Januar    | 5. Etappe La Tropicale Amissa Bongo                        | 2.1  | Manuel António Cardoso |
| 7. März       | 4. Etappe Murcia-Rundfahrt                                 | 2.1  | Rubén Plaza            |
| 2. April      | 2. Etappe Volta ao Alentejo                                | 2.1  | Filipe Cardoso         |
| 3. April      | 3. Etappe Volta ao Alentejo                                | 2.1  | Héctor Guerra          |
| 30. April     | 3b. Etappe Vuelta a Asturias                               | 2.1  | Héctor Guerra          |
| 20. Mai       | 1. Etappe Circuit de Lorraine                              | 2.1  | Manuel António Cardoso |
| 22. Mai       | 3. Etappe Circuit de Lorraine                              | 2.1  | Rubén Plaza            |
| 11. Juni      | 1. Etappe Grande Prémio CTT Correios de Portugal           | 2.1  | Manuel António Cardoso |
| 12. Juni      | 2. Etappe Grande Prémio CTT Correios de Portugal           | 2.1  | Rubén Plaza            |
| 28. Juni      | Portugiesische Meisterschaft – Straßenrennen               | NC   | Manuel António Cardoso |
| 28. Juni      | Spanische Meisterschaft – Straßenrennen                    | NC   | Rubén Plaza            |
| 8. Juli       | Prolog Grande Prémio Internacional de Torres Vedras        | 2.2  | Héctor Guerra          |
| 9. Juli       | 1. Etappe Grande Prémio Internacional de Torres Vedras     | 2.2  | Manuel António Cardoso |
| 11. Juli      | 3. Etappe Grande Prémio Internacional de Torres Vedras     | 2.2  | Héctor Guerra          |
| 12. Juli      | 4. Etappe Grande Prémio Internacional de Torres Vedras     | 2.2  | Manuel António Cardoso |
| 8.–12. Juli   | Gesamtwertung Grande Prémio Internacional de Torres Vedras | 2.2  | Héctor Guerra          |
| 17. Juli      | 1. Etappe Vuelta a la Comunidad de Madrid (EZF)            | 2.1  | Héctor Guerra          |
| 17.–19. Juli  | Gesamtwertung Vuelta a la Comunidad de Madrid              | 2.1  | Héctor Guerra          |
| 6. August     | 1. Etappe Volta a Portugal                                 | 2.HC | Manuel António Cardoso |
| 15. August    | 9. Etappe Volta a Portugal                                 | 2.HC | Nuno Ribeiro           |
| 16. August    | 10. Etappe Volta a Portugal (EZF)                          | 2.HC | Héctor Guerra          |
| 5.–16. August | Gesamtwertung Volta a Portugal                             | 2.HC | Nuno Ribeiro           |

### Zugänge – Abgänge
| Zugänge        | Team 2008 | Abgänge                | Team 2009                          |
| -------------- | --------- | ---------------------- | ---------------------------------- |
| José Mendes    | Benfica   | Pablo Urtasun          | Euskaltel-Euskadi                  |
| Edgar Pinto    | Benfica   | César Antunes Quiterio | Centro Ciclismo de Loulé-Louletano |
| Rubén Plaza    | Benfica   | Koldo Gil              | Karriereende                       |
| Ricardo Vilela | Neoprofi  | José Carlos Rodrigues  | Unbekannt                          |
|                |           | Ricardo Miguel Sousa   | Unbekannt                          |

### Mannschaft
| Name                   | Geburtstag        | Nationalität | Team 2010          |
| Hernâni Broco          | 13. Juni 1981     | Portugal     | LA Rota dos Móveis |
| Filipe Cardoso         | 15. Mai 1984      | Portugal     | LA Rota dos Móveis |
| Manuel António Cardoso | 7. April 1983     | Portugal     | Footon-Servetto    |
| Vitor Goncalves        | 26. August 1982   | Portugal     |                    |
| Héctor Guerra          | 6. August 1978    | Spanien      | Dopingsperre       |
| António Jesus          | 20. Januar 1984   | Portugal     |                    |
| José Mendes            | 24. April 1985    | Portugal     | LA Rota dos Móveis |
| Carlos Nozal           | 15. Mai 1981      | Spanien      |                    |
| Isidro Nozal           | 18. Oktober 1977  | Spanien      | Dopingsperre       |
| Edgar Pinto            | 27. August 1985   | Portugal     | LA Rota dos Móveis |
| Rubén Plaza            | 29. Februar 1980  | Spanien      | Caisse d’Epargne   |
| Nuño Ribeiro           | 9. September 1977 | Portugal     | Dopingsperre       |
| Vítor Rodrigues        | 9. März 1986      | Portugal     | Caja Rural         |
| Rui Sousa              | 17. Juli 1976     | Portugal     | Barbot-Siper       |
| Ricardo Vilela         | 18. Dezember 1987 | Portugal     | Boavista           |

## Platzierungen in UCI-Ranglisten
UCI-Weltrangliste
| Saison | Mannschaftswertung | Fahrerwertung             |
| ------ | ------------------ | ------------------------- |
| 1996   | 57.                | Joaquim Gomes (372.)      |
| 1997   | 56.                | Joaquim Gomes (332.)      |
| 1998   | 51.                | Pedro Miguel Lopes (362.) |
| 1999   | 32. (GSII)         | Michele Laddomada (457.)  |
| 2000   | 23. (GSII)         | Andrei Sintschenko (152.) |
| 2001   | 21. (GSII)         | Andrei Sintschenko (170.) |
| 2002   | 17. (GSII)         | Cândido Barbosa (167.)    |
| 2003   | 7. (GSII)          | Nuno Ribeiro (187.)       |
| 2004   | 7. (GSII)          | Sérgio Paulinho (108.)    |

UCI Africa Tour
| Saison | Mannschaftswertung | Fahrerwertung       |
| ------ | ------------------ | ------------------- |
| 2009   | 4.                 | Filipe Cardoso (5.) |

UCI America Tour
| Saison | Mannschaftswertung | Fahrerwertung      |
| ------ | ------------------ | ------------------ |
| 2009   | 40.                | José Mendes (310.) |

UCI Europe Tour
| Saison | Mannschaftswertung | Fahrerwertung          |
| ------ | ------------------ | ---------------------- |
| 2005   | 30.                | Cândido Barbosa (11.)  |
| 2006   | 33.                | Cândido Barbosa (101.) |
| 2007   | 18.                | Cândido Barbosa (8.)   |
| 2008   | 10.                | Héctor Guerra (7.)     |
| 2009   | 3.                 | Héctor Guerra (8.)     |